# Szymon Kluger

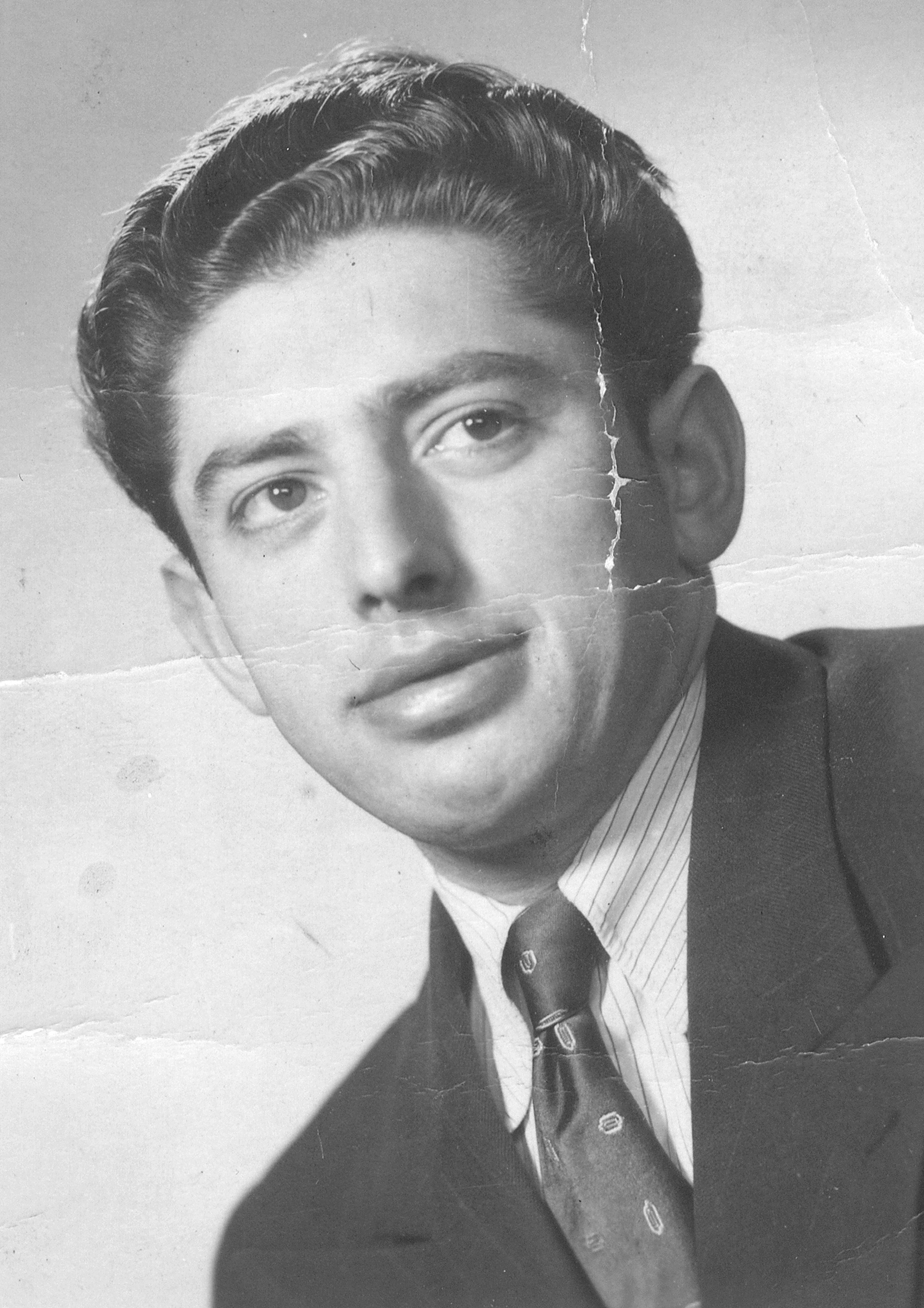
Szymon Kluger

Szymon Kluger (geboren am 19. Januar 1925 in Oświęcim, Polen; gestorben am 26. Mai 2000 ebenda) war der letzte überlebende Jude in der Stadt Oświęcim (dt. Auschwitz) – einem Ort, dessen Bevölkerung vor dem Zweiten Weltkrieg überwiegend jüdisch gewesen war. Er war 1961 als einziger Auschwitzer Jude in die Heimat seiner Familie zurückgekehrt. Im Jahr 2014 wurde sein Geburtshaus als Museum mit angeschlossenem Café eröffnet.

## Leben

### Vorkriegszeit und Holocaust

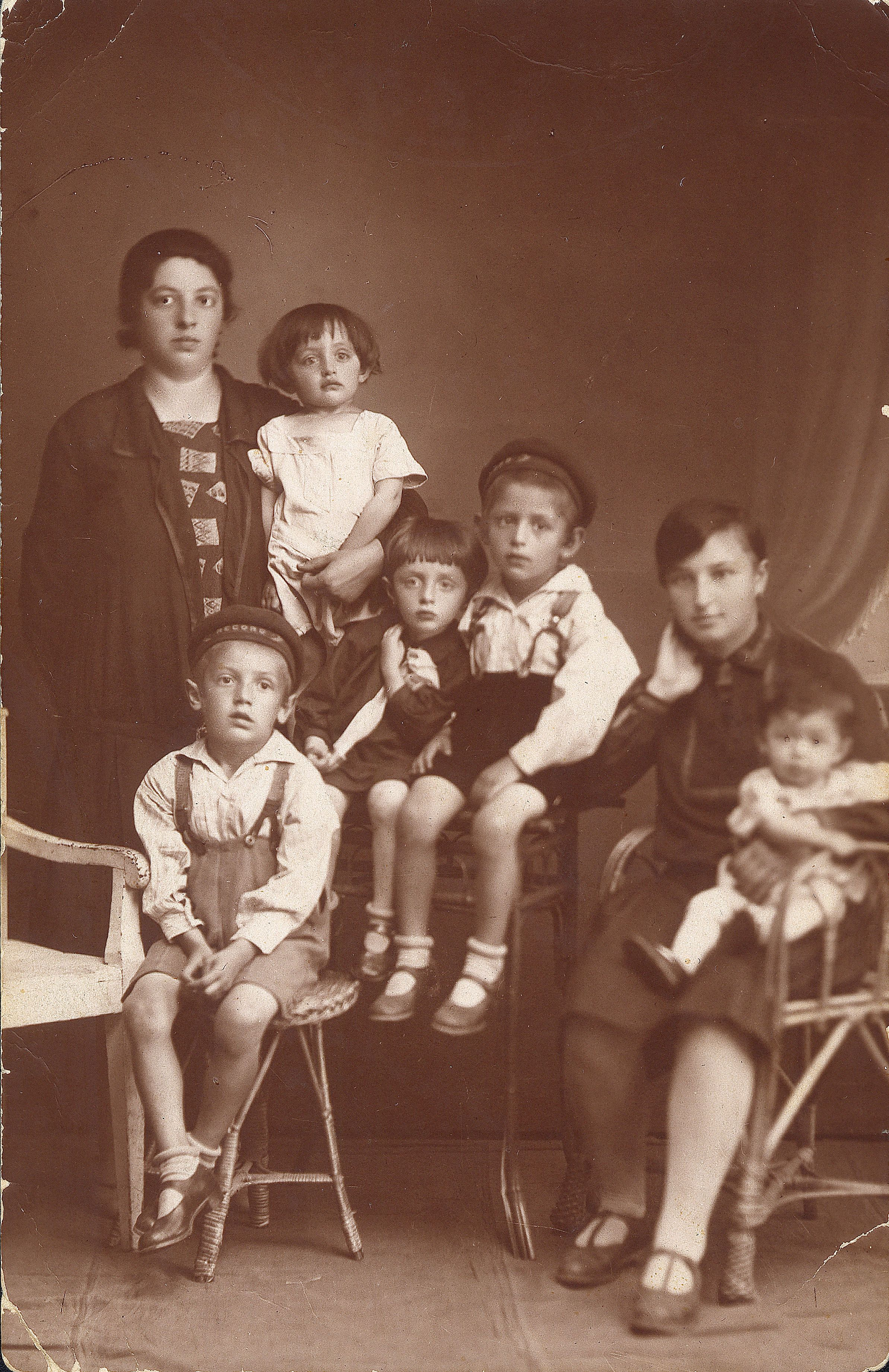
Szymon Klugers Familie vor dem Krieg

Szymon Kluger (auch Szymon Klieger oder Szymon Klüger) wurde als Sohn von Symcha Kluger und Fryda Weiss in Oświęcim geboren. Er besuchte eine Volksschule, die er im Frühling 1939 beendete.
Szymon, Moishe und Bronia lebten mit ihren sechs Geschwistern, Eltern und zwei Großeltern in dem kleinen dreigeschossigen Gebäude hinter der Chewra-Lomdei-Mishnayot-Synagoge. Das Haus gehörte Bernard Teichmann, dem Großvater mütterlicherseits, der in Deutschland ein Geschäft besaß. Bis zu den Novemberpogromen 1938 pendelte Bernard Teichmann regelmäßig nach Deutschland. Szymon Klugers Vater lehrte seine Kinder zu Hause den Talmud. Die drei oben genannten Geschwister waren die einzigen Familienmitglieder, die den Holocaust überlebten.
Während des Krieges musste er zusammen mit den anderen Juden von Oświęcim auf dem Gelände des zukünftigen Lagers Auschwitz arbeiten. Dann wurde er ins Sammellager Bendsburg (Będzin) gebracht und 1942 (oder 1943) ins Lager Blechhammer (in Blachownia; das Lager wurde verwaltungsmäßig als Nebenlager dem KL Auschwitz III im April 1944 angegliedert). Seine Eltern wurden ebenfalls im KL Auschwitz Häftlinge. Dort wurden sie ermordet. Szymon Kluger bekam die Häftlingsnummer 179539. Aus Blechhammer wurde er ins KZ Groß Rosen, dann ins KZ Buchenwald verschleppt. Er arbeitete dort gezwungenermaßen für die Rüstung im Flugzeugbau.

### Befreiung und Emigration
Im April 1945 wurde er in der Nähe von Halberstadt von den Amerikanern befreit. Durch die Hilfe des Schwedischen Roten Kreuzes und der UNRRA kam er im Juli zur Behandlung nach Schweden. Er war bis 1946 im Krankenhaus in Malmö und Kalmar und wollte in Schweden bleiben. In Polen hatte er keine Familie mehr. Sein Bruder war in Schweden, seine Schwester in Frankfurt am Main. Anfangs lebte er von der Sozialhilfe, weil er keinen Beruf hatte. Dann besuchte er eine technische Schule in Uppsala und erlernte den Beruf des Mechanikers und Elektrikers. Inzwischen lernte er eine Frau aus Rumänien kennen. Die beiden verlobten sich, trennten sich dann aber. Szymon Kluger wurde krank und musste wieder behandelt werden. Er wurde ins Krankenhaus gebracht. Nach der Behandlung arbeitete er bei Sveriges Radio AB als Akkordarbeiter. Er bildete sich über ein Fernstudium weiter und wollte einen technischen Beruf lernen. Inzwischen bekam er einen schwedischen Fremdenpass.

### Rückkehr nach Oświęcim
Im Jahr 1961 zog Kluger zurück nach Polen. Er begann im Chemiewerk in Oświęcim zu arbeiten und wohnte zunächst in der Stadt in einem Arbeiterhotel in der Wyspiański-Straße. 1962 zog er in sein Elternhaus, nahe der Synagoge Lomdei Misznajot, das er allein bewohnte. Als er alt und krank war, zeigte er oft die Tätowierung auf seinem Arm und wurde als „der letzte Jude von Oświęcim“ bezeichnet. 
Szymon Kluger starb im Mai 2000. Sein Tod war das Ende der jüdischen Geschichte der Stadt, deren Spuren auf das 16. Jahrhundert zurückreichen. In dieser Zeit siedelten sich die ersten Juden als Salzhändler an. In den 1920er Jahren gab es 20 Synagogen in der Stadt. Eine einzige Synagoge ist erhalten, sie ist ein Teil des Auschwitz Jewish Center.

## Erinnerung an Szymon Kluger

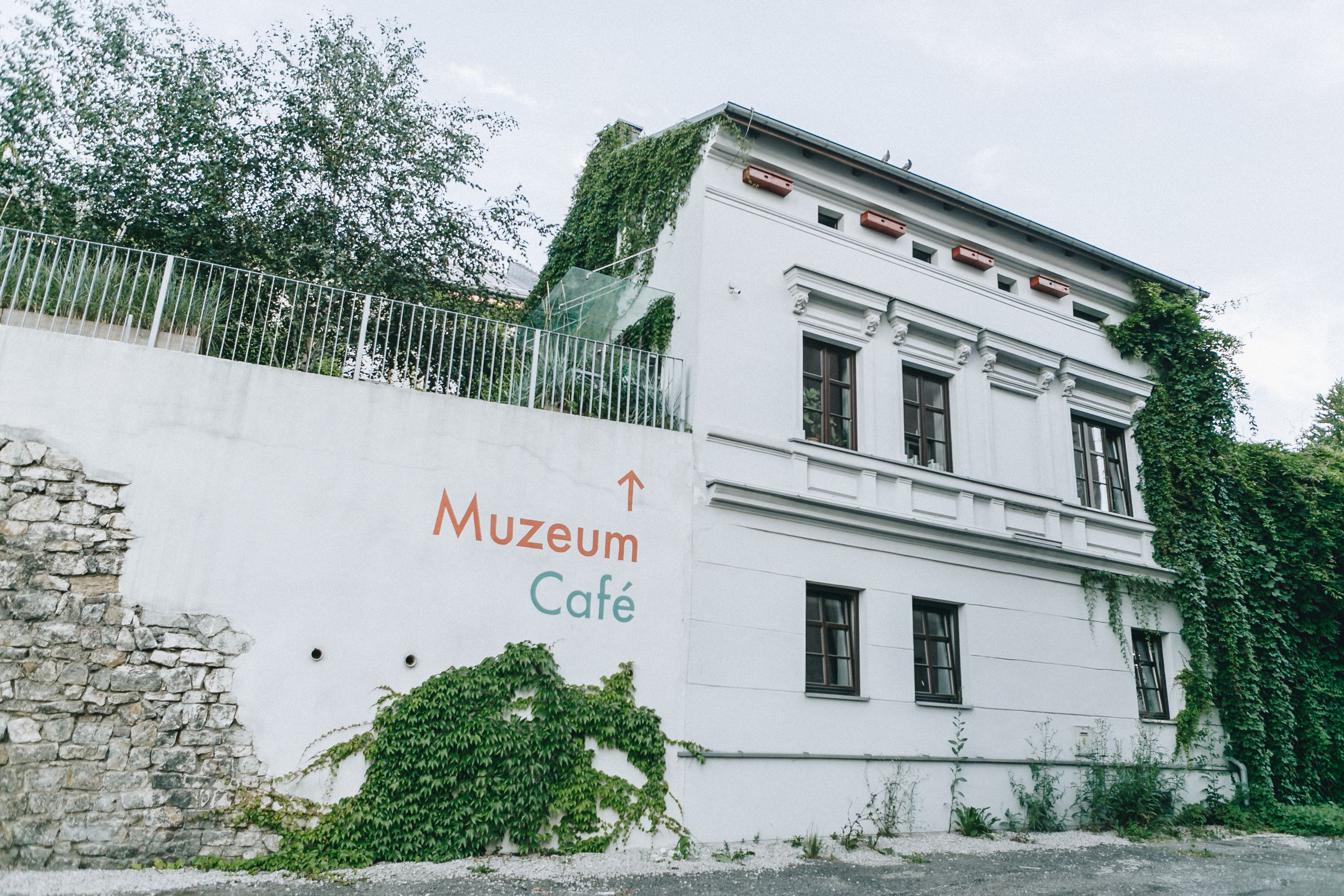
Das Kluger-Haus in Oświęcim nach der Renovierung

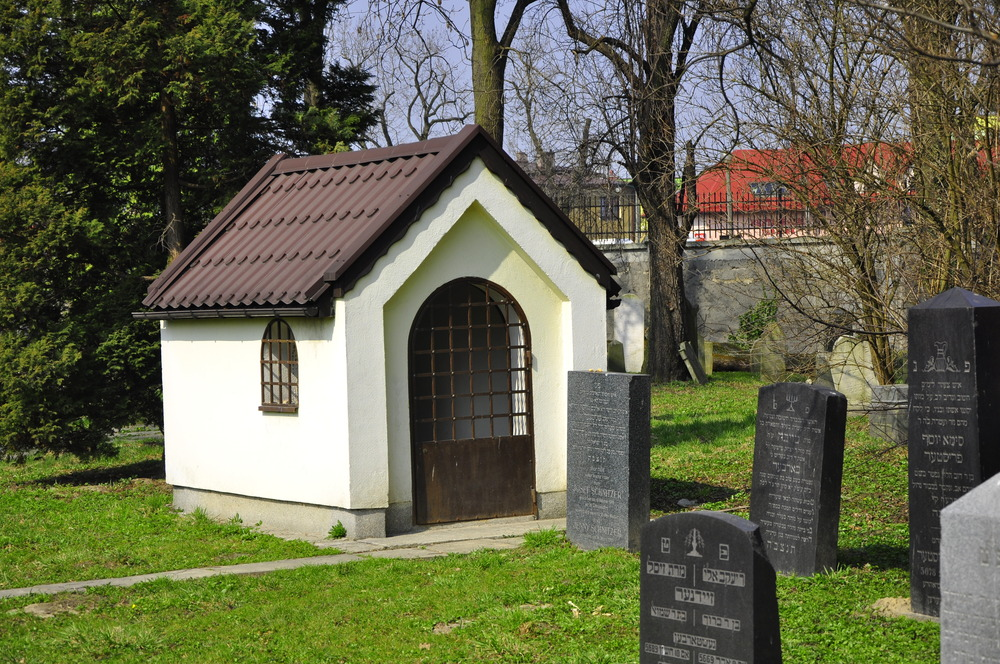
Das Ohel über dem Grab von Szymon Kluger auf dem jüdischen Friedhof der Stadt Oswiecim

Das ehemalige Haus von Szymon Kluger befindet sich direkt hinter der Chewra-Lomdei-Mishnayot-Synagoge. Als er kurz vor der Eröffnung des Auschwitz Jewish Centers im Jahr 2000 starb, schenkten sein Bruder und seine Schwester, Moishe Kluger und Bronia Kluger Rosenblatt, das Haus ihrer Familie der Auschwitz Jewish Center Foundation, die auch das Jüdische Zentrum in Oświęcim/Auschwitz betreibt.
Das Auschwitz Jewish Center initiierte das Vorhaben, das verfallene Haus der Familie Kluger zu restaurieren und in ein lebendiges historisches Museum umzuwandeln. Neben einer Dauerausstellung geben variierende Ausstellungen und Führungen eine Antwort auf unzählige Fragen zum täglichen Leben. Zudem wurde dort das Café Bergson im Mai 2014 eröffnet. Das Projekt wird mittels Crowdfunding finanziert.